# 4-es busz (Kazincbarcika)
A kazincbarcikai 4-es jelzésű autóbuszvonal az Autóbusz-állomás és Herbolya között húzódott, amelyet a Volánbusz Zrt. üzemeltetett.

## Története
A szocializmus idején, olyan 1965 körül a városi tanács helyi autóbuszvonalat szervezett meg 4-es jelzéssel a Borsodi Vegyi Kombinát és Kazincbarcika kertvárosi övezete, Herbolya között. A körülbelül 7 kilométeres tengelyen tömérdek autóbusz ingázott rajtuk a vegyiparban jártas munkásokkal, valamint a belvárosban tanulókkal és munkát vállalókkal. Ugyanakkor a Herbolyán túli Tardona-völgyi szénbányák is folyamatosan üzemeltek, ahová az alábbi vonal nyújtott eljutást.
Idő közben a járatok útvonala lerövidült az ilyenkor már elkészült Egressy Béni úti buszállomásig. 1978 során 26-os busz indult Herbolya és Berentebánya között (Berente 1999-ig Kazincbarcikához csatolt volt), mely a BVK melletti állomáson túl, a 26-os főút menti, ekkor még nem független faluig közlekedett, közben a Hőerőmű, a Bányagépjavító és a BVK több pontja mellett is megállva. Később a Tardonai úton közlekedő buszok mellé 4B jelzéssel indítottak a Herbolyai úton is autóbuszokat (a buszvonal mai napig él), majd 4C jelzéssel a Herbolyától délre fekvő övezetbe is ugyanezen alapokon. 2001-ben megpróbálkozott a Borsod Volán Zrt. a 4-es buszok Billatáróig közlekedtetésével, ámbár ez sikertelennek bizonyult, még ugyanezen évben megszűntették a hozzácsatolt útvonalat.
Az idő múlásával kezdett a város tömegközlekedésének kihasználtsága csökkenni, így az eredetileg Tardonára közlekedő 4052-es és 4154-es buszokon kívül egyre növekedett (a Borsod Volán és az Észak-magyarországi Közlekedési Központ üzemeltetése alatt) a Miskolcról érkező és oda induló 3765-ös buszok innen indítása.
A következő lépcső a Volánbusz 2020 júliusában esedékes térségi menetrendreformhoz köthető. 3767-es számmal Herbolyába közlekedő, gyorsított autóbuszok jelentek meg és mégtöbb meghosszabbított 3765-ös járat. A 2023 decemberéig való üzemeltetése alatt Kazincbarcika helyijáratainak életében stabilnak számított.
2024. január 1-től önkormányzati döntés alapján a jövőben a város tömegközlekedésének nagyrészét helyközi autóbuszok végzik. A változás a 4-es buszvonalat (valamint a 4B-st és 4C-st is) is érintette oly módon, hogy azt megszűntették, helyette több buszvonal egyes járatait meghosszabbították, melyek normál díjszabás ellenében vehetőek igénybe utazásra.
| Vonal száma | Vonal viszonylata                                             | Herbolya érintése         | Herbolya érintése |
| Vonal száma | Vonal viszonylata                                             | Közlekedési rend          | Alkalom           |
| ----------- | ------------------------------------------------------------- | ------------------------- | ----------------- |
| 3765        | Miskolc/Sajóbábony – Sajószentpéter – Kazincbarcika           | tanítási napokon          | 12 járat          |
| 3765        | Miskolc/Sajóbábony – Sajószentpéter – Kazincbarcika           | tanszünetben munkanapokon | 10 járat          |
| 3765        | Miskolc/Sajóbábony – Sajószentpéter – Kazincbarcika           | szabadnapokon             | 12 járat          |
| 3765        | Miskolc/Sajóbábony – Sajószentpéter – Kazincbarcika           | vasárnapokon              | 10 járat          |
| 3766        | Miskolc – Sajószentpéter – Kazincbarcika, Vájár u. / Herbolya | tanítási napokon          | 1 járat           |
| 4060        | Kazincbarcika – Sajókaza – Dédestapolcsány – Mályinka         | munkanapokon              | 1 járat           |
| 4069        | Kazincbarcika – Szuhakálló – Sajókaza – Kazincbarcika         | tanítási napokon          | 1 járat           |

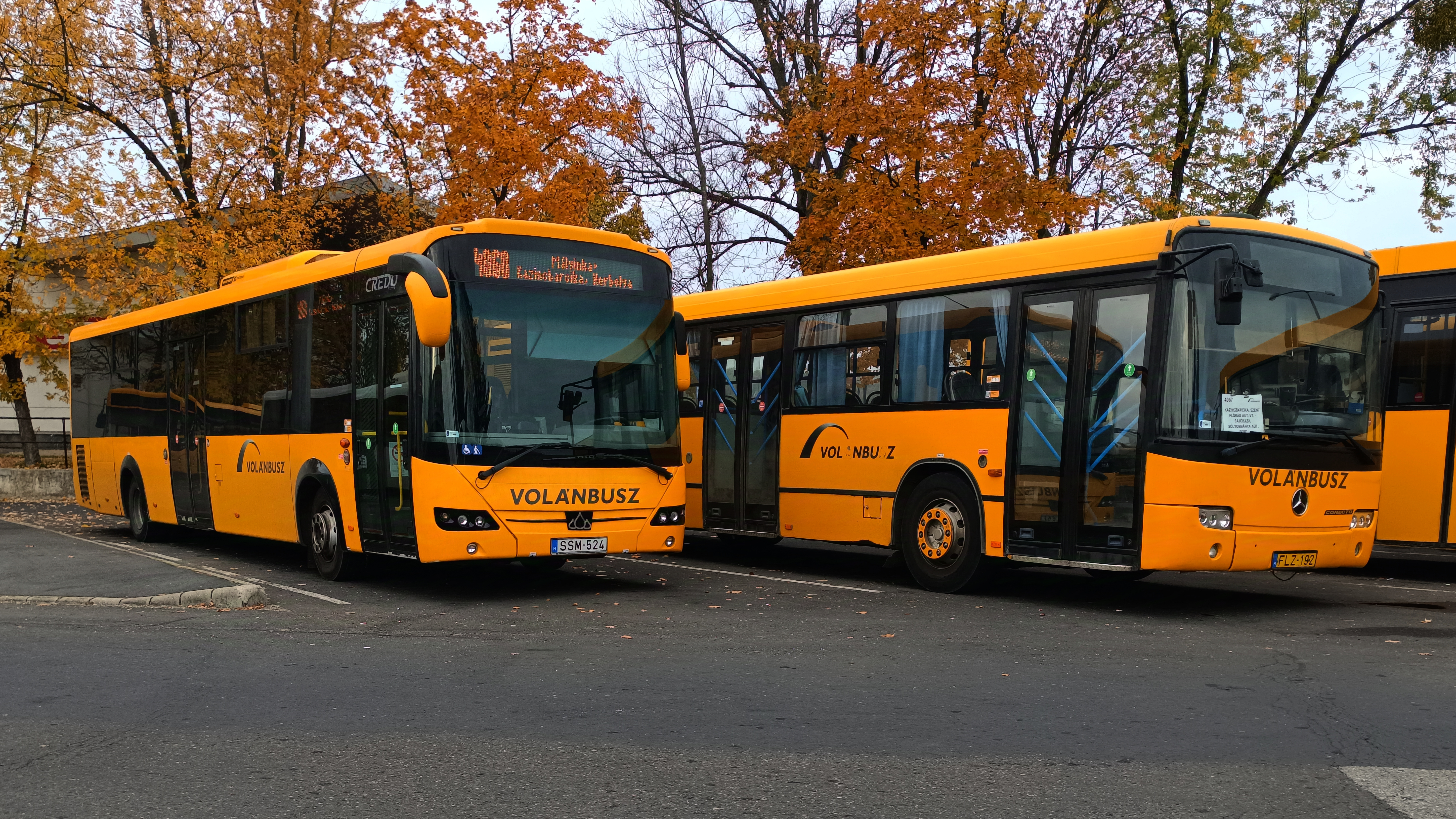
A 4060-as buszok közül munkanapokon 1 Herbolyáig közlekedik
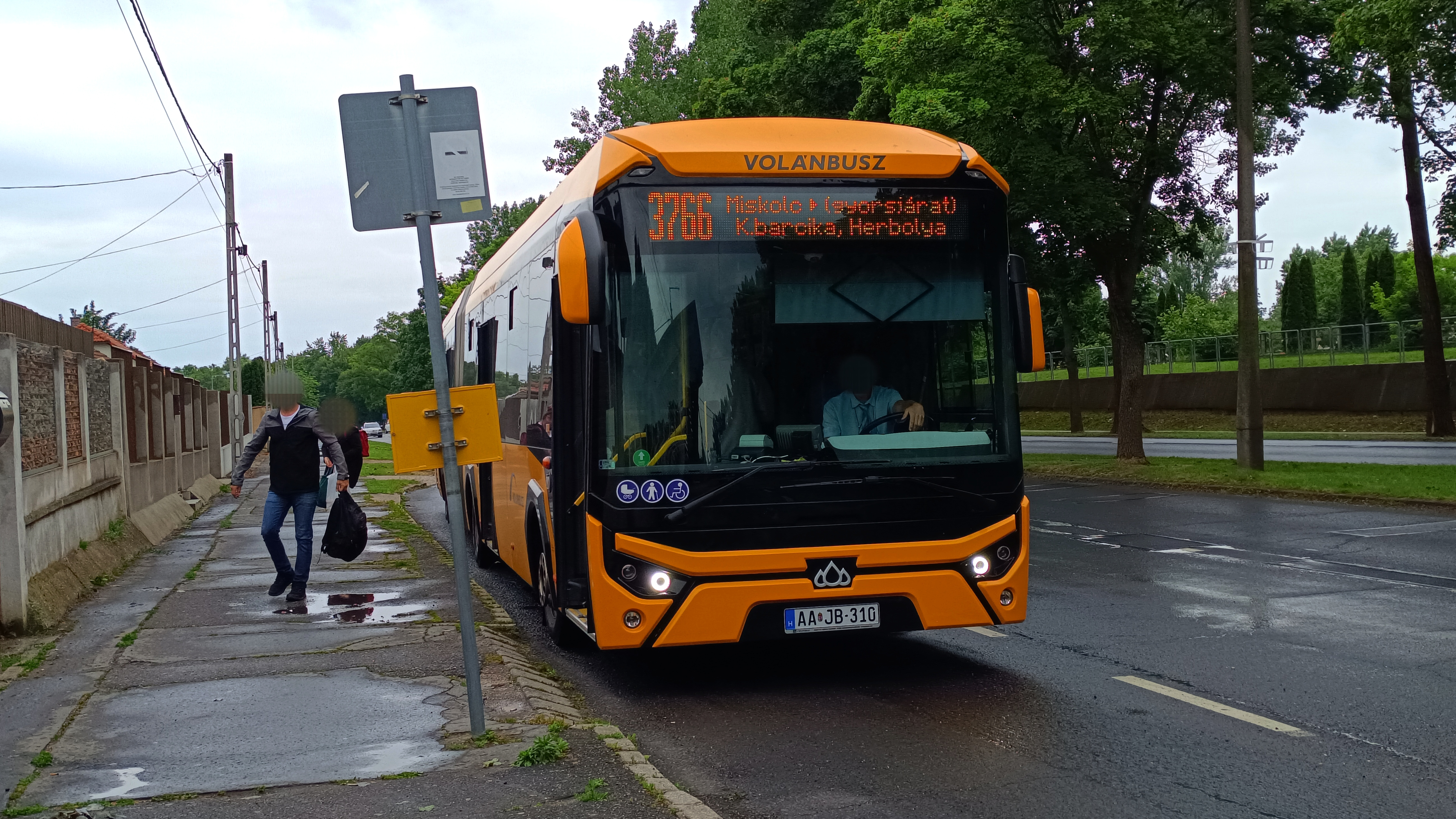
Miskolcról közvetlenül a 3765-ös és 3767-es buszokkal lehetséges az eljutás. Immáron a 3766-ossal is napjában egyszer
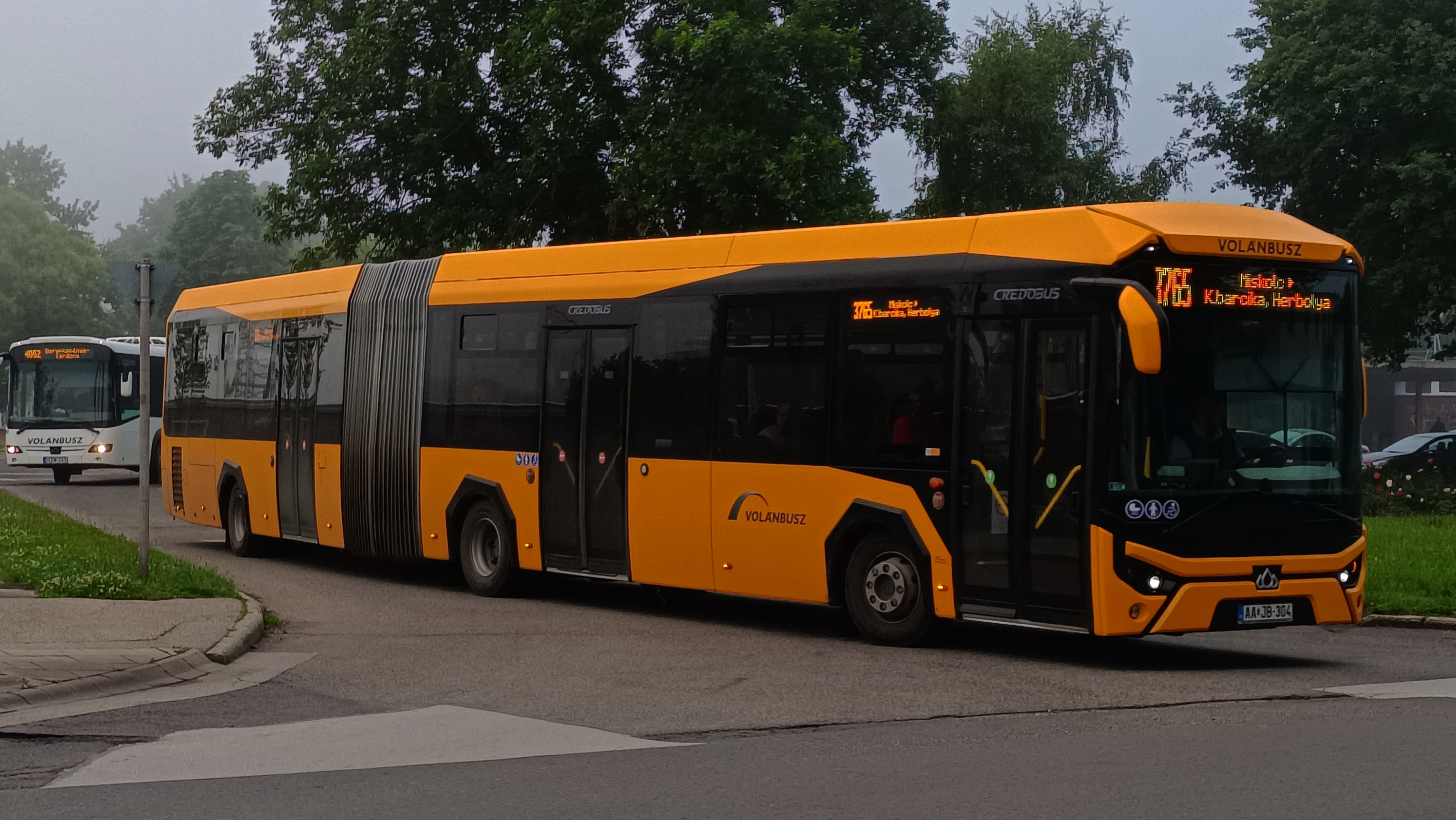
Többször nem a buszállomás a végállomás

## Útvonala
| Autóbusz-állomás – Herbolya                                                         | Herbolya – Autóbusz-állomás                                                         |
| ----------------------------------------------------------------------------------- | ----------------------------------------------------------------------------------- |
| Autóbusz-állomás ➝ Egressy Béni út ➝ Építők útja ➝ Tardonai út ➝ Herbolya, Tervtáró | Herbolya, Tervtáró ➝ Tardonai út ➝ Építők útja ➝ Egressy Béni út ➝ Autóbusz-állomás |

## Közlekedése
Indításai a hét minden napján történtek, munkanapokon fél- és óránkénti, hétvégén egy- és kétóránkénti ütemben. Indításainak száma hétköznap megközelítette a 20, hétvégén a 15 járatpárt.
| Viszonylat                            | Indításszám | Közlekedési rend          |
| ------------------------------------- | ----------- | ------------------------- |
| Autóbusz-állomás – Herbolya, Tervtáró | 19 pár      | tanítási napokon          |
| Autóbusz-állomás – Herbolya, Tervtáró | 18 pár      | tanszünetben munkanapokon |
| Autóbusz-állomás – Herbolya, Tervtáró | 14 pár      | szabadnapokon             |
| Autóbusz-állomás – Herbolya, Tervtáró | 13 pár      | munkaszüneti napokon      |

### Járművek
Az indításokat legtöbbször Credo Econell 12 autóbusz végezte, de fellelhető volt Credo EN 9,5, Mercedes-Benz és Volvo gépezet is. Végső időszakában már nem volt jellemző a csuklósok indítása, de előtte még szükséges volt csúcsidőszakokban.

## Megállóhelyei
| 0 | Autóbusz-állomás végállomás     | 0.0 km | 0  | 3, 3B, 4B, 4C, 9, 23 1054 3408, 3756, 3763, 3764, 3765, 3766, 3767, 3770, 3772, 3773, 4040, 4041, 4047, 4048, 4050, 4052, 4057, 4059, 4060, 4065, 4066, 4069, 4070, 4075, 4080, 4082, 4083, 4084, 4154 |
| 1 | ÉRV irodaház                    | 0.7 km | 1  | 9 3765, 3767, 4052 |
| 2 | Tardonai út 1.                  | 1.3 km | 3  | 3765, 3767, 4052 |
| 3 | Vécsetal-tanya                  | 1.9 km | 4  | 4B 3765, 3767, 4052 |
| 4 | Gábor Áron utca                 | 2.4 km | 5  | 4B 3765, 3767, 4052 |
| 5 | Herbolya, kultúrház bejárati út | 2.7 km | 6  | 4B 3765, 3767, 4052 |
| 6 | Herbolya, erdészház             | 3.4 km | 8  | 4B 3765, 3767, 4052 |
| 7 | Herbolya, Tervtáró végállomás   | 4.2 km | 10 | 4B 3765, 3767, 4052 |